# Pleurothallis perryi
Pleurothallis perryi är en orkidéart som beskrevs av Carlyle August Luer. Pleurothallis perryi ingår i släktet Pleurothallis och familjen orkidéer. Inga underarter finns listade i Catalogue of Life.